# Комароловка кубинська
Комароловка кубинська (Polioptila lembeyei) — вид горобцеподібних птахів родини комароловкових (Polioptilidae).

## Назва
Вид названо на честь іспанського орнітолога Хуана Лембеє (1806—1889).

## Поширення
Ендемік Куби. Живе у кактусовому скрабі.

## Опис
Найменший представник родини, завдовжки до 10 см та вагою 4-5 г.